# Destructor José Luis Díez
El destructor José Luis Díez (JD) era un destructor de l'Armada Espanyola pertanyent a la Classe Churruca (primera sèrie), basada en la classe anglesa Admiralty type leader (Scott). Fou entregat a la marina espanyola el 13 de setembre de 1929. Va participar en la Guerra Civil en el bàndol republicà.